# Resolutie 1770 Veiligheidsraad Verenigde Naties
Resolutie 1770 van de Veiligheidsraad van de Verenigde Naties werd op 10 augustus 2007 unaniem door de VN-Veiligheidsraad goedgekeurd, en verlengde de VN-bijstandsmissie in Irak met een jaar.

## Achtergrond
Op 2 augustus 1990 viel Irak zijn zuiderbuur Koeweit binnen en bezette dat land. De Veiligheidsraad veroordeelde de inval nog diezelfde dag middels resolutie 660, en later kregen de lidstaten carte blanche om Koeweit te bevrijden. Eind februari 1991 was die strijd beslecht en legde Irak zich neer bij alle aangenomen VN-resoluties. Het land werd vervolgens verplicht om zich te ontwapenen door onder meer al zijn massavernietigingswapens te vernietigen. Daaraan werkte Irak echter met grote tegenzin mee, tot grote woede van de Verenigde Staten, die het land daarom in 2003 opnieuw binnenvielen. Kort hierop vroeg de door de VS geleide overgangsregering van Irak de Verenigde Naties om hulp bij onder meer het herzien van de grondwet en de organisatie van verkiezingen, en werd de VN-bijstandsmissie in Irak opgericht. In 2004 werd de overgangsregering opgevolgd door een Iraakse interim-regering. In 2005 werd een nieuwe grondwet aangenomen en vonden verkiezingen plaats, waarna een coalitie werd gevormd. In de tussentijd werd het land echter geplaagd door sektarisch geweld en bleven er vele slachtoffers vallen door de talloze terreuraanslagen.

## Inhoud

### Waarnemingen
Irak kende nu een democratisch en grondwettelijk verkozen regering. Nu moesten alle gemeenschappen in het land het sektarisme af te zweren, deel te nemen aan het politieke proces en zich in te zetten voor de dialoog en nationale verzoening. De VN-bijstandsmissie UNAMI bleef belangrijk bij de ondersteuning hiervan.
Voorts was er bezorgdheid om de humanitaire noden van de Iraakse bevolking. Er werd op aangedrongen dat alle betrokkenen de ongehinderde toegang van hulpverleners mogelijk zouden maken en zouden ondersteunen.

### Handelingen
Het mandaat van UNAMI werd verlengd met twaalf maanden. UNAMI moest de Iraakse overheid adviseren, ondersteunen en bijstaan in onder meer het politieke proces, het houden van verkiezingen en referenda, grensbewaking, energie, vluchtelingen, de herintegratie van voormalige leden van illegale gewapende groepen, de uitvoering van een volkstelling, coördinatie van humanitaire hulp, economische hervormingen, de ontwikkeling van sociale dienstverlening en de promotie van de mensenrechten.

## Verwante resoluties
- Resolutie 1723 Veiligheidsraad Verenigde Naties (2006)
- Resolutie 1762 Veiligheidsraad Verenigde Naties
- Resolutie 1790 Veiligheidsraad Verenigde Naties
- Resolutie 1830 Veiligheidsraad Verenigde Naties (2008)

Lijst ·  1739 ·  1740 ·  1741 ·  1742 ·  1743 ·  1744 ·  1745 ·  1746 ·  1747 ·  1748 ·  1749 ·  1750 ·  1751 ·  1752 ·  1753 ·  1754 ·  1755 ·  1756 ·  1757 ·  1758 ·  1759 ·  1760 ·  1761 ·  1762 ·  1763 ·  1764 ·  1765 ·  1766 ·  1767 ·  1768 ·  1769 ·  1770 ·  1771 ·  1772 ·  1773 ·  1774 ·  1775 ·  1776 ·  1777 ·  1778 ·  1779 ·  1780 ·  1781 ·  1782 ·  1783 ·  1784 ·  1785 ·  1786 ·  1787 ·  1788 ·  1789 ·  1790 ·  1791 ·  1792 ·  1793 ·  1794